# 토니 라제리
앤서니 마이클 라제리(Anthony Michael Lazzeri, 1903년 12월 6일 ~ 1946년 8월 6일)은 미국의 전 프로 야구 선수이자 코치, 감독이다. 1920년대와 1930년대에 메이저 리그 베이스볼 (MLB)에서 2루수로 활약하였으며, 우투우타였다. 14 시즌 동안 뉴욕 양키스, 시카고 컵스, 브루클린 다저스, 뉴욕 자이언츠 등지에서 뛰었다. 통산 1740경기에 출전해 1840안타, 178홈런, 1194타점, 986득점, 148도루, .292의 타율을 기록하였다. 1991년 미국 야구 명예의 전당에 헌액되었다.